# Ilian Mhand
Ilian Mhand Yamna (Brussel, 24 mei 2005) is een Belgisch voetballer die sinds 2025 uitkomt voor Paris Saint-Germain.

## Clubcarrière
Mhand ruilde in 2022 de jeugdopleiding van FCV Dender EH voor die van KMSK Deinze. Op 23 november 2024 maakte hij in speciale omstandigheden zijn profdebuut: toen de eerste ploeg in staking ging wegens betalingsachterstand, moest Deinze noodgedwongen met zijn beloftenploeg in actie komen tegen Francs Borains. Deinze verloor de competitiewedstrijd tegen Francs Borains met 0-3. Mhand, die op dat moment al twee jaar meetrainde met de A-kern, stond in de twee weken daarop ook in de basis tegen RFC de Liège (3-0-nederlaag) en RFC Seraing (0-1-nederlaag).
In juni 2025 ondertekende Mhand, die na het faillissement van Deinze in december 2024 een halfjaar zonder club zat, een tweejarig profcontract bij Paris Saint-Germain, waar hij aanvankelijk bij het beloftenelftal aansloot.
1 Donnarumma ·
2 Hakimi ·
3 Kimpembe ·
5 Marquinhos  ·
7 Kvaratschelia ·
8 Ruiz ·
9 Ramos ·
10 Dembélé ·
14 Doué ·
17 Vitinha ·
19 Lee ·
21 Hernández ·
23 Kolo Muani ·
23 Kolo Muani ·
24 Mayulu ·
25 Mendes ·
29 Barcola ·
33 Zaïre-Emery ·
35 Beraldo ·
39 Safonov ·
42 Zague ·
45 El Hannach ·
49 Mbaye ·
51 Pacho ·
80 Tenas ·
87 Neves ·
Coach: Enrique
· Assistent-coach: Pol